# Paul Dini
Paul Dini (Nova Iorque, 7 de agosto de 1957) é um roteirista e produtor de séries animadas norte-americanas, co-criador (com Bruce Timm) da personagem Arlequina na década de 90, na série Batman: The Animated Series. Também trabalhou em projetos da Walt Disney Television Animation/Marvel Comics, desenvolvendo e produzindo as séries animadas Ultimate Spider-Man (2012) e Hulk and the Agents of S.M.A.S.H. (2013).
Dini também é escritor de histórias em quadrinhos, roteirizando diversas obras para a DC Comics. Em 1994 recebeu o Prêmio Eisner na categoria Melhor Edição Única por Batman: Mad Love.

## Histórico da carreira
Alguns dos marcos mais importantes da carreira de Dini ocorrem quando ele escreve episódios da série animada de 1983-85, He-Man and the Masters of the Universe que foi uma série animada muito bem vista pelos fãs que conseguiu, assim como contribuiu em entrevistas para box sets da série, além disso Dini escreveu um episódio de The Generation One do desenho animado Transformers, "The Dweller in The Depths," e um episódio e 1985 do desenho G.I. Joe chamado "Jungle Trap" e contribuiu para vários episódios da série animada Star Wars: Ewoks, algumas das quais incluem raras aparições no Império. Ele além disso escreveu Jem (série de TV) no episódio chamado em inglês de "Music Is Magic" para a segunda temporada do show.
Ele trabalhou como roteirista, editor e produtor em inúmeras séries de TV e animação e se torna em 1989 e um escritor e produtor de várias séries animadas do departamento de animação da Warner Bros./DC Comics como as séries Tiny Toon Adventures, Batman: A Série Animada(roteirista), Superman: A Série Animada(co-produtor com Bruce Timm e Alan Burnett), The New Batman Adventures(também co-produtor com Bruce Timm e Alan Burnett), Batman Beyond(co-produtor com Bruce Timm) e Duck Dodgers .
Ele desenvolveu e escreveu Krypto the Superdog e contribuiu com roteiros para The Transformers, Animaniacs, Freakazoid, Static Shock, Liga da Justiça e Liga da Justiça Sem Limites. Após deixar a Warner Bros. Animation no início de 2004, Dini passou a escrever e editar a história do popular Lost.
Escreveu uma série de livros de banda desenhada pela DC Comics, incluindo Harley Quinn e Superman: Paz na Terra. O outono de 2010 viu a estreia de Tower Prep, uma nova série de drama live action criado pela Cartoon Network. Foi anunciado que após duas décadas de fazer projetos animados da DC, Paul Dini posteriormente iria para Marvel para desenvolver as séries animadas Ultimate Spider-Man e Hulk and the Agents of S.M.A.S.H., lançados em 2012 e 2013.
Dini e o animador e produtor da série, Bruce Timm, introduziram Arlequina no desenho animado Batman: A Série Animada, ajudando a criar diversidade para o desenho animado e sua primeira aparição foi no episódio "Joker's Favor"(Um Favor Para o Coringa) e no rastro em 1994, os dois adaptaram a nova personagem para as histórias em quadrinhos em The Batman Adventures: Mad Love, no gênero cômico. Arlequina foi integrada nas mídias da DC Comics em Batman: Harley Quinn(título americano) publicada em 1999.
Além disso, de Batman: War on Crime(conhecido no Brasil como "Batman: Guerra Contra o Crime"), escreve roteiros para Detective Comics, Dini se torna o escritor para a DC Comics' Detective Comics na edição #821 (Setembro de 2006), escreve a história introdutória para o jogo Batman: Arkham Asylum e escreveu a série Gotham City Sirens. Dini tem escrito alguns arcos de história para DC Comics, incluindo uma série romance gráfico ilustrada por Alex Ross no trabalho da equipe nas histórias do Super-Homem, e do Batman, o Capitão Marvel(Shazam), Mulher Maravilha e a Liga da Justiça. Uma coleção de arcos de histórias de Dini e Ross capa dura foi lançado nos Estados Unidos com o título de The World's Greatest Super-Heroes foi publicada em 2005.
É mais conhecido entre as criações originais do Dini, Jingle Bela, a adolescente rebelde de Papai Noel. Dini também criou Sheriff Ida Red, a estrela com superpoderes cowgirl de uma série de livros situado na mítica cidade de Mutant, no estado norte-americano do Texas.
Colaborou com o Kevin Smith em Jay and Silent Bob Strike Back.
Também nos quadrinhos, enquanto Grant Morrison estava começando um arco de história do Batman, Dini escreveu uma série de histórias no ano seguinte, bem como dois cruzamentos com o Batman de Morrison, um enfocando a ressurreição de Ra's Al Ghul e outro sobre o retorno de silêncio. No ano de 2009, por razões dos criadores foram movidos ao redor de títulos e Dini começou escrevendo dois novos títulos de Batman: foi roteirista de Batman: Streets of Gotham e Gotham City Sirens; ele escreveu a maior parte de ambos os títulos durante sua existência, incluindo a primeira e a última edição de ambos. Streets of Gotham começa e encerra com arcos de história sobre Hush. Gotham City Sirens foca na parte feminina de Gotham; ele escrevou o volume de cada título durante suas existências incluindo o primeiro e o última edição de cada história.
Dini deixa a Warner Bros. Animation no início de 2004, todavia Paul Dini retornou para escrever episódios de uma série animada de Batman, chamada de Batman: The Brave and the Bold (Brasil: Batman: Os Bravos e Destemidos / Portugal: Batman: Os Valentes e Audazes), no episódio número 19 da animação Legends of the Dark Mite!(chamada no Brasil de "Lendas de Dark Mite!"). No mesmo episódio, ele apareceu em uma forma animada na cena de paródia de convenção de quadrinhos, onde ele estava parodiando a personagem que ele co-criou com Timm, Arlequina, juntamente com Bruce Timm estava parodiando Coringa ao lado dele. Ele continuaria escrevendo vários episódios adicionais para a série, incluindo "Chill of the Night!", que continha um parceria entre Batman e Zatanna, uma das personagens favoritas de Dini. Dini escreveu o enredo para o jogo de vídeo Batman: Arkham Asylum, lançado em 25 de agosto de 2009 e trabalhou com a empresa britânica de jogos, a britânica Rocksteady Studios novamente para criar Batman: Arkham City, a seqüência ao jogo Batman: Arkham Asylum. E escreveu a versão dos quadrinhos de Batman: Arkham City baseado na continuidade do jogo. Um prédio em Arkham City é chamado de Dini Towers o homenageando. Ele escreveu três episódios de Star Wars: The Clone Wars: "Cloak of Darkness", "Holocron Heist" e "Voyage of Temptation".
Em 4 de agosto de 2010, a mídia americana confirma que Paul Dini estará envolvido na próxima série animada da Marvel Comics, o Ultimate Spider-Man, que irá ao ar na Disney XD em 2012. Ele trabalhou na Hulk and the Agents of S.M.A.S.H., uma série animada centrada em torno do personagem Hulk e seu elenco de apoio.
Um dos trabalhos mais recentes de Paul Dini é o romance gráfico Dark Night: A True Batman Story, que foi publicada em junho de 2016 pelo selo Vertigo. A obra autobiográfica, ilustrada por Eduardo Risso, conta como Dini usou o Batman para superar o trauma de um espancamento sofrido durante um assalto. A história foi indicada ao Eisner na categoria Melhor Não-Ficção.
Seu trabalho foi premiado com cinco Emmy Awards pelas suas histórias no Tiny Toon Adventures, Batman: The Animated Series, The New Batman Adventures and Batman Beyond, durante sua passagem no Warner Bros. Animation. Também foi premiado com um Prêmio Eisner em 1994 por The Batman Adventures: Mad Love pela "melhor edição única / single"; e um Eisner pelo Batman Adventures Holiday Special em 1995 também pela melhor edição única / single.

## Livros publicados
- Men of Steel.[18]
- JINGLE BELA - A FILHA DE PAPAI NOEL[19]